# Seilbahn Kasprowy Wierch

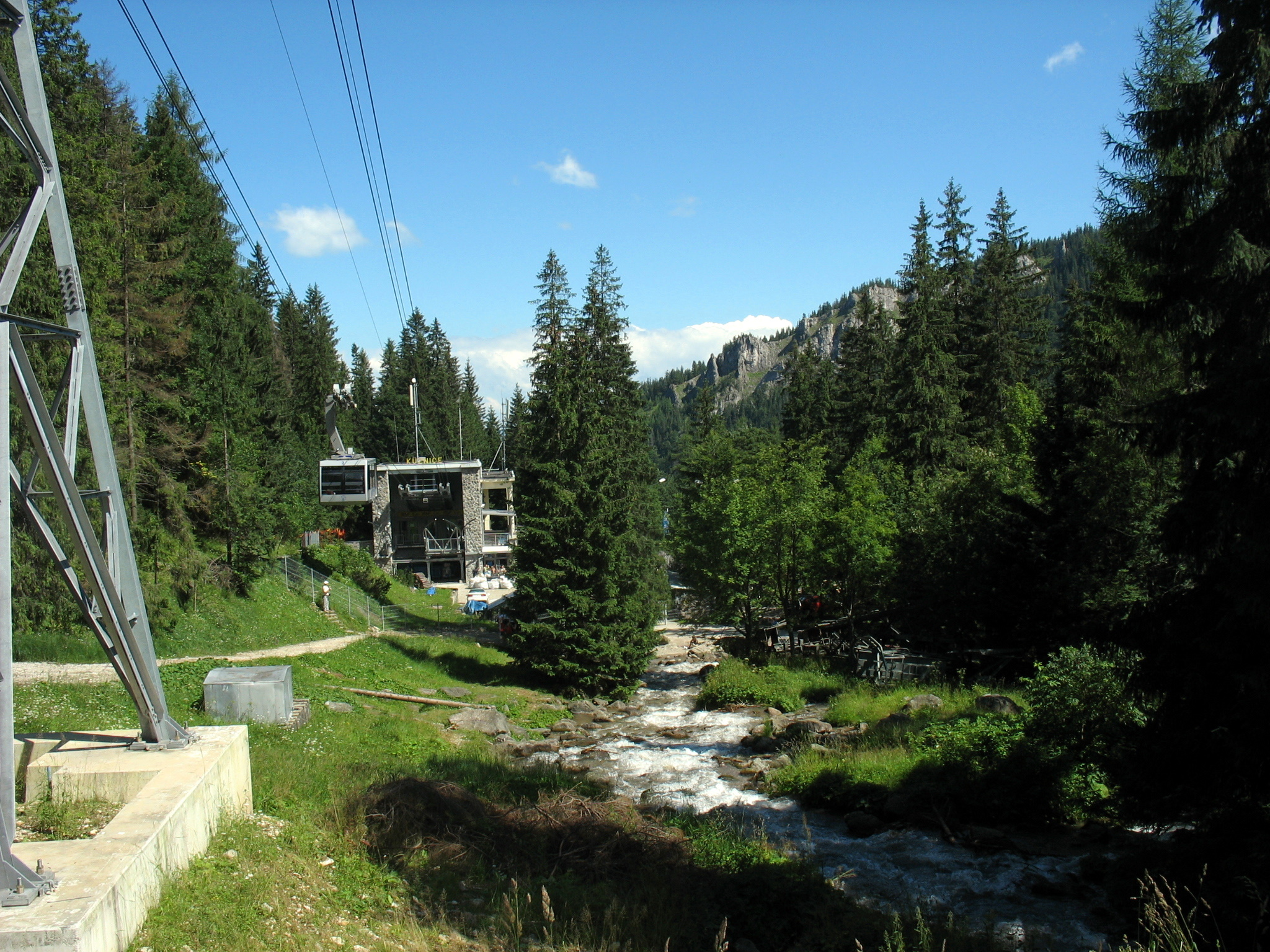
Untere Station

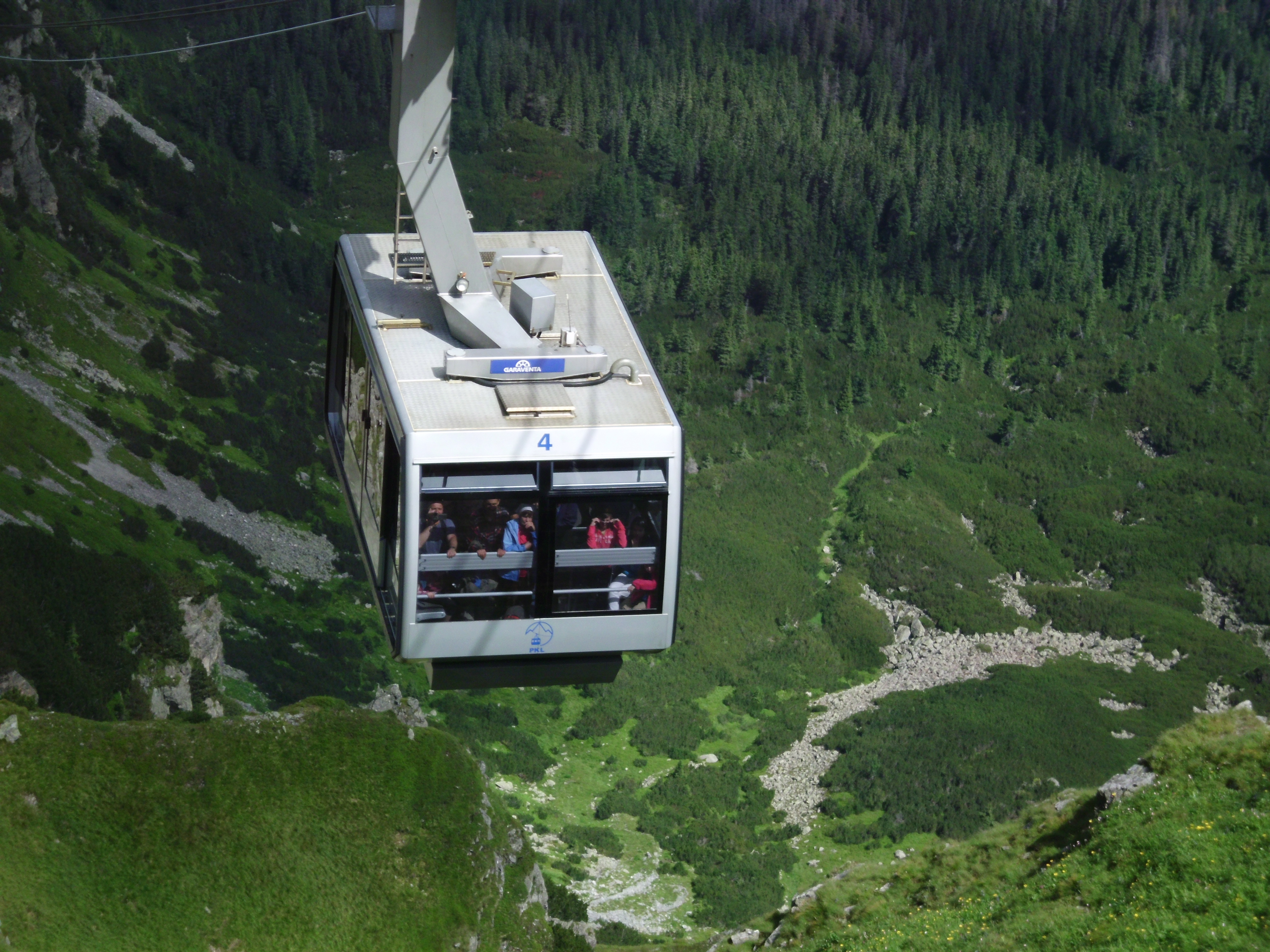
Im Seil

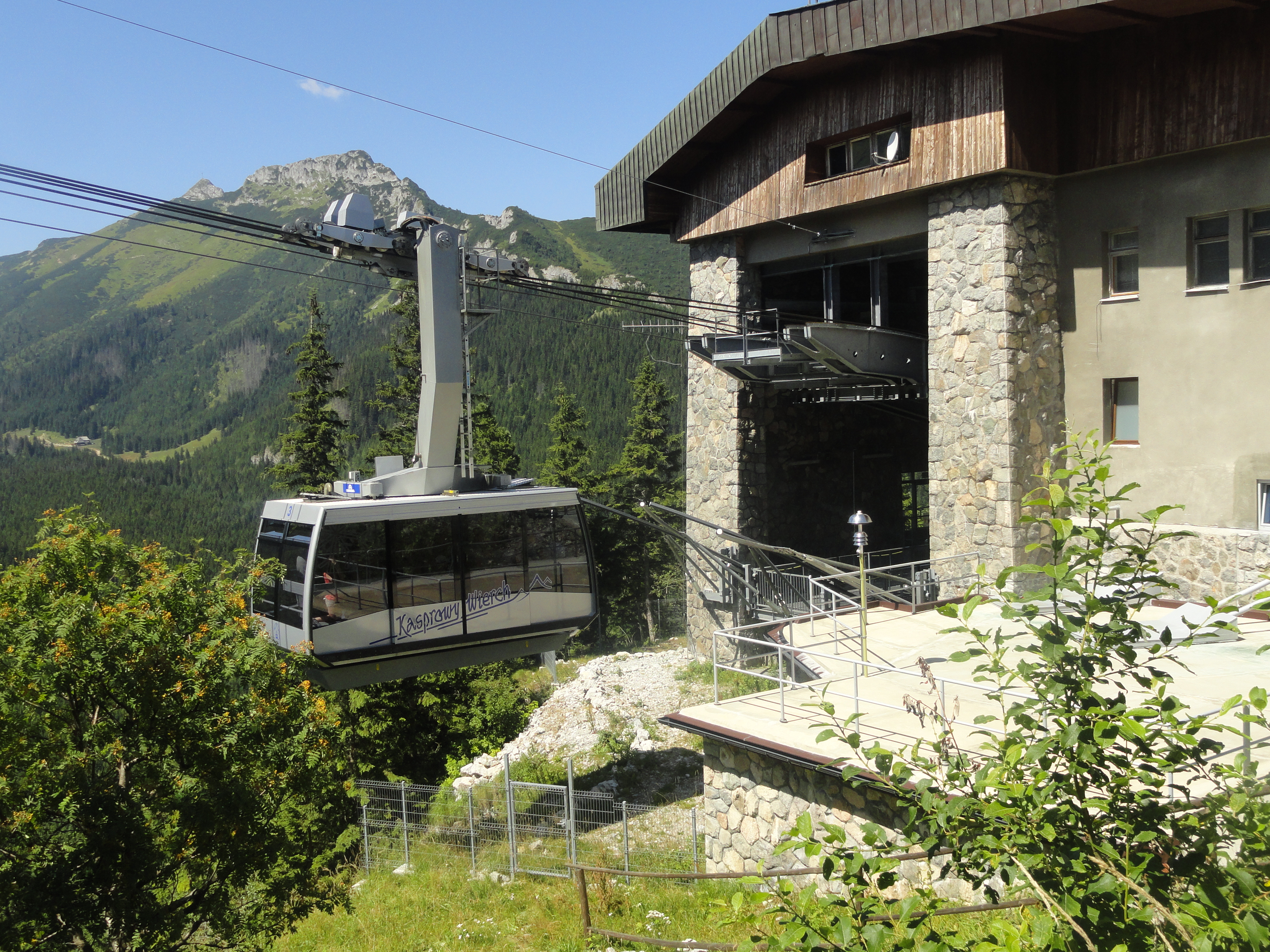
Mittlere Station

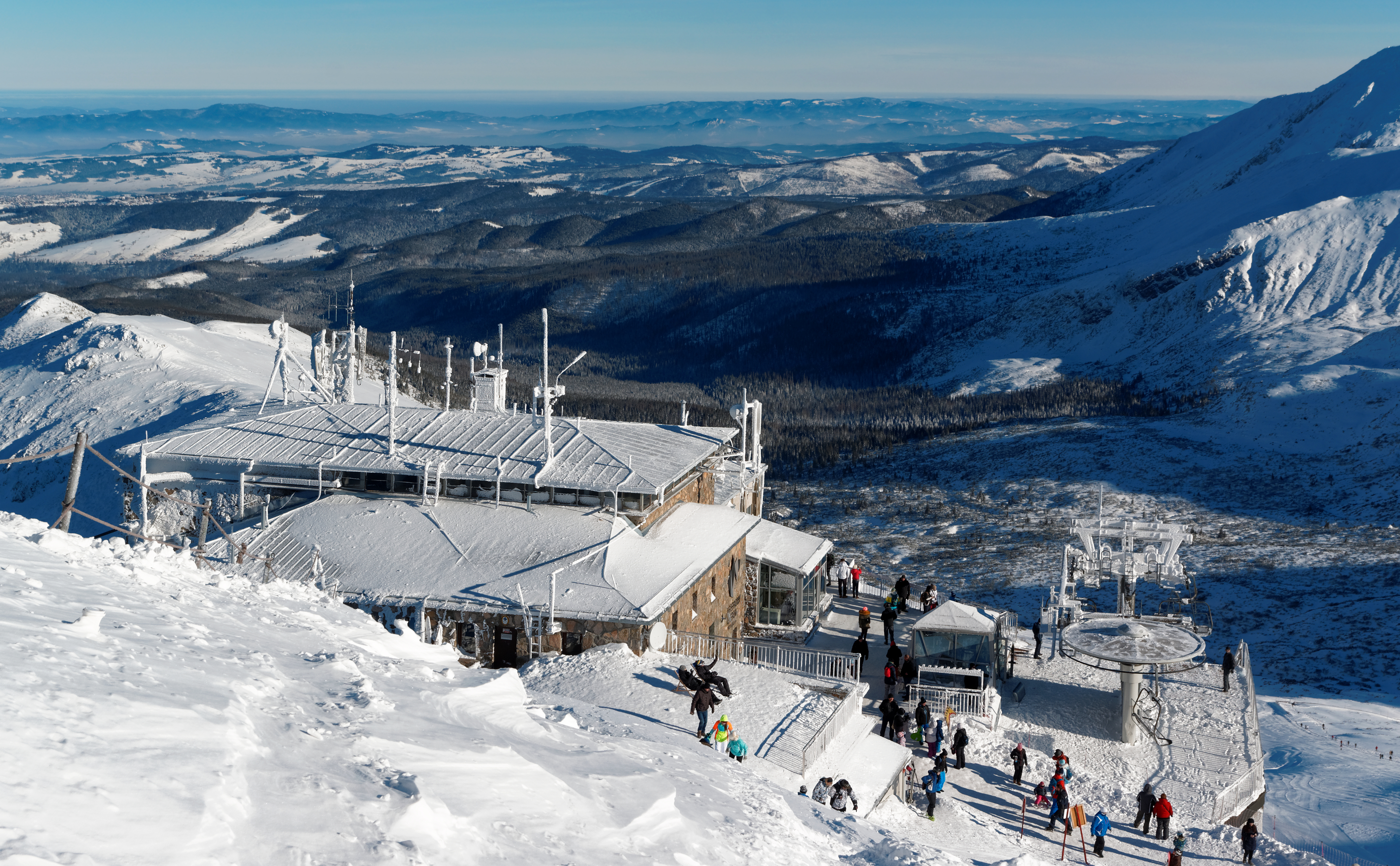
Obere Station

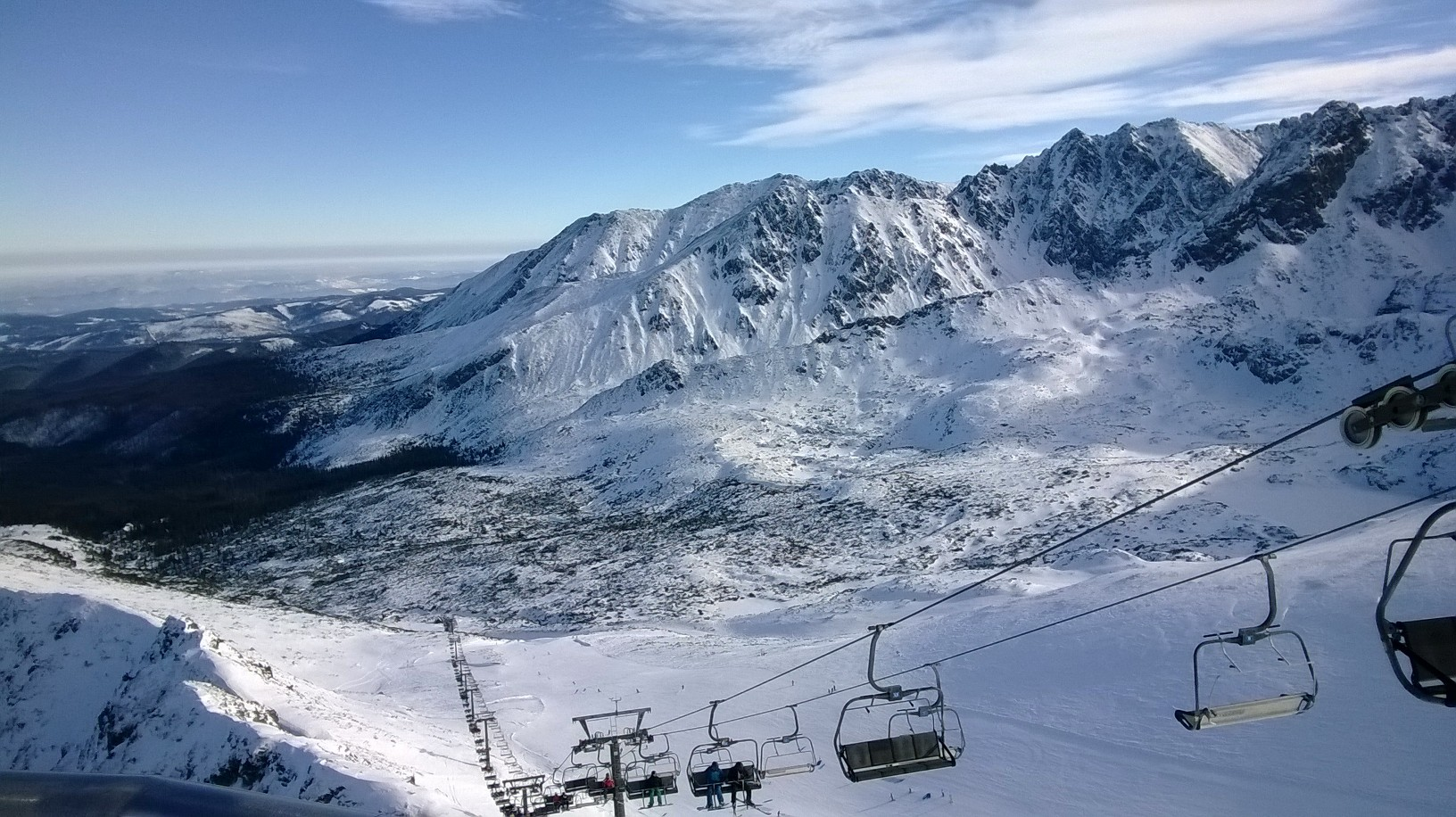
Skigebiet

Die Seilbahn Kasprowy Wierch ist eine Seilbahn im Zakopaneer Stadtteil Kuźnice, die auf den südlich vom Stadtkern gelegenen Berg Kasprowy Wierch im Gebirgszug der Westtatra führt. Sie wird von dem Unternehmen Polskie Koleje Linowe verwaltet.

## Geschichte
Die Seilbahn Kasprowy Wierch wurde 1935 bis 1936 in sieben Monaten von einer eigens hierzu gegründeten Zweckgesellschaft, deren Gesellschafter u. a. die Liga Popierania Turystyki (LPT) war, erbaut. Sie wurde 1961 und 2007 modernisiert. In den ersten 70 Jahren ihres Bestehens hat die Seilbahn etwa 38 Millionen Personen auf den Kasprowy Wierch befördert. Dies entspricht der Bevölkerung Polens. Es verkehren seit 2007 verglaste Waggons, von denen das Tatra-Panorama bewundert werden kann.

## Lage
Die untere Station Seilbahn Gubałówka befindet sich im Zakopaner Stadtteil Kuźnice. Die mittlere Station liegt auf dem Gipfel der Myślenickie Turnie. Die obere Station befindet sich etwa 25 m unterhalb des Gipfels des Kasprowy Wierch. Die Seilbahn teilt sich in zwei Abschnitte, den ersten von Kuźnice auf die Myślenickie Turnie und von letzteren auf den Kasprowy Wierch.
Sie liegt auf dem Gebiet des Tatra-Nationalparks. In der oberen Station befinden sich ein Restaurant, ein Kiosk, eine Ski-Werkstatt, eine Ski-Lagerhalle sowie ein kleines Hotel mit elf Betten.
Die Seilbahn erschließt das Skigebiet Kasprowy Wierch. Auf dem Kasprowy Wierch gibt es zwei Sessellifte Hala Goryczkowa und Hala Gąsienicowa, die in der Wintersaison in Betrieb genommen werden.

## Technische Daten
Die Gesamtlänge der Seilbahn beträgt über 4250 m, der Höhenunterschied fast 1000 m und die Geschwindigkeit der Waggons 8 m/s. Im Jahr werden über 600.000 Touristen und Wintersportler auf den Kasprowy Wierch befördert.
| Seilbahn                   | Kasprowy Wierch – Abschnitt I |
| -------------------------- | ----------------------------- |
| Länge                      | 1957 m                        |
| Höhe der unteren Station   | 1027,5 m n.p.m.               |
| Höhe der mittleren Station | 1352,5 m n.p.m.               |
| Höhenunterschied           | 325 m                         |
| Stützen                    | 3                             |
| Waggontyp                  | 60 + 1 Personen               |
| Anzahl der Waggons         | 2                             |
| Personen pro Stunde        | 360 im Winter, 180 im Sommer  |

| Seilbahn                   | Kasprowy Wierch – Abschnitt II |
| -------------------------- | ------------------------------ |
| Länge                      | 2296 m                         |
| Höhe der mittleren Station | 1355,1 m n.p.m.                |
| Höhe der oberen Station    | 1959,6 m n.p.m.                |
| Höhenunterschied           | 604,5 m                        |
| Stützen                    | 3                              |
| Waggontyp                  | 60 + 1 Personen                |
| Anzahl der Waggons         | 2 (+ 2 Rettungswaggons)        |
| Personen pro Stunde        | 360 im Winter, 180 im Sommer   |